# 恋蛤属
恋蛤属（学名：Peregrinamor）是猿頭蛤科下的一个属。

## 下属物种
本属包括以下物种：
- Peregrinamor gastrochaenans Kato & Itani, 2000
- 大岛恋蛤 Peregrinamor ohshimai Shôji, 1938